# LAMMPS
LAMMPS (англ. Large-scale Atomic/Molecular Massively Parallel Simulator) — свободный пакет для классической молекулярной динамики, написанный группой из Сандийских национальных лабораторий. Пакет может применяться для крупных расчётов (до десятков миллионов атомов). Для работы на многопроцессорных системах используется интерфейс MPI. Пакет распространяется по лицензии GPL и доступен в виде исходных кодов, а также скомпилированных пакетов для Linux и Windows.

## Особенности
Можно скомпилировать как параллельную версию LAMMPS (использует MPI), так и версию для запуска в однопроцессорном режиме.
Копирование исходных кодов

git config --global http.postBuffer 1 000 000 000

git clone -b release https://github.com/lammps/lammps test

Компиляция (с дополнительным пакетом «ML-QUIP»)

cd test; mkdir build; cd build

cmake ../cmake/

cmake -D PKG_ML-QUIP=yes ../cmake/

cmake --build . 
Запуск построенной программы

./lma -h
В LAMMPS реализована поддержка большинства двухчастичных и многочастичных короткодействующих потенциалов (потенциалы Леннард-Джонса, Морзе, Юкавы, EAM, AI-REBO).
Реализованы методы Эвальда и PPPM (Particle-particle particle-mesh) для расчетов сил в системах с кулоновским взаимодействием.
Кроме МД, LAMMPS может применяться для проведения расчетов мезоскопических систем и коллоидных растворов. Для этого реализованы методы перидинамики, DPD (диссипативная динамика частиц), SRD (стохастическая вращательная динамика).
Использование списков соседей при расчетах короткодействующих сил.
Использование пространственной декомпозиции при расчетах на многопроцессорных системах.
Есть возможность записи атомных конфигураций в текстовый или бинарный файл. Начальная конфигурация атомов для расчета может быть как сгенерирована в программе, так и прочитана из бинарного/текстового файла.
Есть встроенные возможности анализа атомной конфигурации «на лету»: построение парной корреляционной функции, определение координационного числа, параметра центральной симметрии и др.
Встроенные термостаты, баростаты, методы добавления внешних сил и потенциальных стенок.
Возможность вывода в нативный формат для визуализатора AtomEye.
Использование графических процессоров для расчета (технология CUDA). Графические процессоры можно использовать только для потенциалов Леннард-Джонса и Кулона.

## Приложения
Пакет LAMMPS имеет встроенные бенчмарки, которые могут использоваться, в частности, для независимого тестирования и определения быстродействия персональных компьютеров и их комплектующих.,